# 달은 지옥이다!
달은 지옥이다!(The Moon Is Hell!)는 미국 작가 존 W. 캠벨(John W. Campbell) 주니어가 쓴 공상 과학 소설과 검마 판타지의 두 가지 이야기 모음집이다. 1951년 판타지 프레스에서 4,206부로 출판되었다. 이 모음집에서 처음으로 공개된 타이틀 스토리는 우주선이 추락했을 때 달에 좌초된 과학자 팀과 그들이 유성우로부터 대피소를 짓고 루나록(Lunar rock)에서 자신들만의 산소를 생성한다.

## 콘텐츠
- "The Moon Is Hell"
- "The Elder Gods"